# Geena Davis
Virginia Elizabeth Davis, detta Geena (Wareham, 21 gennaio 1956), è un'attrice, attivista ed ex modella statunitense, vincitrice di due Premi Oscar.
È nota per i suoi ruoli ne La mosca (1986), Beetlejuice - Spiritello porcello (1988), Ragazze vincenti (1992), Spy (1996), Stuart Little (1999) e Turista per caso, per il quale ha vinto l'Oscar alla miglior attrice non protagonista nel 1989. Ha ricevuto una seconda candidatura agli Oscar come miglior attrice protagonista per la sua interpretazione di Thelma Yvonne Dickerson nel film cult Thelma & Louise (1991). Nel 2006 si è aggiudicata un Golden Globe nella sezione migliore attrice in una serie drammatica per Una donna alla Casa Bianca. Nel 2019 le viene conferito l'Oscar Premio umanitario Jean Hersholt.

## Biografia
Nel 1979 si laureò in Arte drammatica alla Boston University, e dallo stesso anno lavorò come modella per la Zoli Agency prima di debuttare sul grande schermo nel 1982, con un ruolo marginale nel film Tootsie: era stato Sydney Pollack a notarla mentre posava per un'importante rivista di intimo. Seguirono apparizioni televisive, come nel 1983, quando interpretò come guest star il ruolo da protagonista nell'episodio Gatto K.I.T.T. del telefilm Supercar.
Nel 1985 fu la protagonista di Una notte in Transilvania; nel 1986 arrivò il successo con La mosca cui seguì Le ragazze della Terra sono facili (1988) entrambi con Jeff Goldblum, suo secondo marito. Nel 1989 vinse il Premio Oscar come miglior attrice non protagonista per la sua interpretazione nel film Turista per caso. Nel 1990 recitò in Scappiamo col malloppo, ma fu la pellicola Thelma & Louise del 1991 a segnare la sua ascesa definitiva nell'olimpo delle star di Hollywood. Il film racconta le disavventure di due amiche in cerca di un riscatto dalla vita, tragico racconto on the road che affascina le donne di tutto il mondo, che rivivono la stessa voglia di libertà ed evasione delle due protagoniste (Geena e Susan Sarandon). Per la sua interpretazione la Davis ottenne una candidatura all'Oscar e una al Golden Globe.
Il regista Renny Harlin, suo terzo marito, la diresse poi in Corsari e in Spy che non ottennero il successo sperato. Tra i suoi film si ricordano anche: Beetlejuice - Spiritello porcello, i due Stuart Little, Ragazze vincenti, Eroe per caso, Angie - Una donna tutta sola e Ciao Julia, sono Kevin. Negli anni 2000 apparve in serie televisive, come Una donna alla Casa Bianca (2005), con cui vinse il Golden Globe, nella quale interpretò la prima donna presidente degli Stati Uniti. Rifiutò il ruolo di protagonista del film Basic Instinct, spianando così involontariamente la strada alla collega Sharon Stone.
Appassionata di tiro con l'arco, partecipò al test preolimpico per Sydney 2000. È membro del Mensa,. Nel 2014 è tornata in televisione con il ruolo della dottoressa Nicole Herman in Grey's Anatomy, mentre nel 2016 ha interpretato Regan MacNeil/Angela Rance nella serie televisiva horror The Exorcist.

## Vita privata
Nel 1981, dopo quattro anni di fidanzamento sposò il ristoratore Richard Emmolo, da cui divorziò nel 1983. Nel 1987 sposò l'attore Jeff Goldblum, ma divorziano tre anni dopo. Sul set di Thelma & Louise ha conosciuto l'attore Christopher McDonald con cui ha avuto una breve relazione. Nel 1993 si sposò per la terza volta con il regista Renny Harlin. Divorziarono nel 1998.
Il 1º settembre 2001 si sposò per la quarta volta con il chirurgo plastico iraniano Reza Jarrahy. Nel 2002 la coppia ha una figlia, Alizeh Keshva. Nel 2004, hanno due gemelli, Kian William e Kaiis Steven. Nel novembre 2017, la coppia annuncia la separazione per poi divorziare nel dicembre 2021.

## Filmografia

### Attrice

#### Cinema
- Tootsie, regia di Sydney Pollack (1982)
- Fletch - Un colpo da prima pagina (Fletch), regia di Michael Ritchie (1985)
- Una notte in Transilvania (Transylvania 6-5000), regia di Rudy De Luca (1985)
- La mosca (The Fly), regia di David Cronenberg (1986)
- Beetlejuice - Spiritello porcello (Beetlejuice), regia di Tim Burton (1988)
- Turista per caso (The Accidental Tourist), regia di Lawrence Kasdan (1988)
- Le ragazze della Terra sono facili (Earth Girls Are Easy), regia di Julien Temple (1989)
- Scappiamo col malloppo (Quick Change), regia di Howard Franklin e Bill Murray (1990)
- Thelma & Louise, regia di Ridley Scott (1991)
- Ragazze vincenti (A League of Their Own), regia di Penny Marshall (1992)
- Eroe per caso (Hero), regia di Stephen Frears (1992)
- Angie - Una donna tutta sola (Angie), regia di Martha Coolidge (1994)
- Ciao Julia, sono Kevin (Speechless), regia di Ron Underwood (1994)
- Corsari (Cutthroat Island), regia di Renny Harlin (1995)
- Spy (The Long Kiss Goodnight), regia di Renny Harlin (1996)
- Stuart Little - Un topolino in gamba (Stuart Little), regia di Rob Minkoff (1999)
- Stuart Little 2, regia di Rob Minkoff (2002)
- Accidents Happen, regia di Andrew Lancaster (2009)
- In a World... - Ascolta la mia voce (In a World...), regia di Lake Bell (2013)
- Me Him Her, regia di Max Landis (2015)
- Marjorie Prime, regia di Michael Almereyda (2016)
- Ava, regia di Tate Taylor (2020)
- Fairyland, regia di Andrew Durham (2023)
- Blink Twice, regia di Zoë Kravitz (2024)

#### Televisione
- Supercar (Knight Rider) – serie TV, episodio 2x07 (1983)
- Buffalo Bill – serie TV, 26 episodi (1983-1984)
- Fantasilandia (Fantasy Island) – serie TV, 1 episodio (1984)
- Riptide – serie TV, episodio 1x13 (1984)
- Secret Weapons – serie TV, 1 episodio (1985)
- Mai dire sì (Remington Steele) – serie TV, episodio 3x20 (1985)
- Sara – serie TV, 13 episodi (1985)
- George Burns Comedy Week – serie TV, 1 episodio (1985)
- Casa Keaton (Family Ties) – serie TV, episodi 3x11-3x12 (1984-1985)
- Trying Times – serie TV, 1 episodio (1989)
- Geena Davis Show (The Geena Davis Show) – serie TV, 22 episodi (2000-2001)
- Will & Grace – serie TV, episodio 6X11 (2004)
- Una donna alla Casa Bianca (Commander in Chief) – serie TV, 18 episodi (2005)
- Exit 19 – film TV (2011)
- Coma – miniserie TV (2012)
- Grey's Anatomy – serie TV, 13 episodi (2014-2018)
- Annedroids – serie TV, 1 episodio (2015)
- The Exorcist – serie TV, 10 episodi (2016)
- GLOW – serie TV, 6 episodi (2019)

### Doppiatrice
- Stuart Little 3 - Un topolino nella foresta (Stuart Little 3: Call of the Wild), regia di Audu Paden (2005)
- Quando c'era Marnie, regia di Hiromasa Yonebayashi (2014)
- Doc McStuffins – serie TV, 1 episodio (2013)
- She-Ra e le principesse guerriere (She-Ra and the Princesses of Power) – serie TV, 3 episodi (2019)

## Riconoscimenti
- Premio Oscar

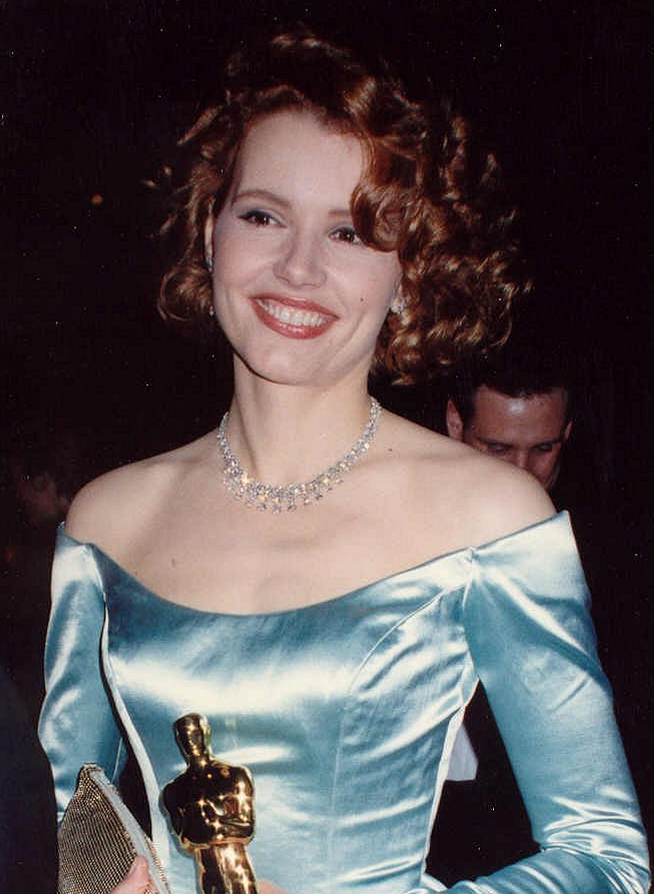
Geena Davis con l'Oscar nel 1989

  - 1989 – Miglior attrice non protagonista per Turista per caso
  - 1992 – Candidatura alla miglior attrice per Thelma & Louise
  - 2020 – Premio umanitario Jean Hersholt

- Golden Globe
  - 1992 – Candidatura alla miglior attrice in un film drammatico per Thelma & Louise
  - 1993 – Candidatura alla miglior attrice in un film commedia o musicale per Ragazze vincenti
  - 1995 – Candidatura alla miglior attrice in un film commedia o musicale per Ciao Julia, sono Kevin
  - 2006 – Miglior attrice in una serie drammatica per Una donna alla Casa Bianca

- BAFTA
  - 1992 – Candidatura alla miglior attrice protagonista per Thelma & Louise

- Premio Emmy
  - 2006 – Candidatura alla miglior attrice protagonista in una serie drammatica per Una donna alla Casa Bianca

- Screen Actors Guild Award
  - 2006 – Candidatura alla miglior attrice in una serie drammatica per Una donna alla Casa Bianca

## Doppiatrici italiane
Nelle versioni in italiano delle opere in cui ha recitato, Geena Davis è stata doppiata da:
- Cristina Boraschi in Scappiamo col malloppo, Ragazze vincenti, Eroe per caso, Spy, Stuart Little - Un topolino in gamba, Stuart Little 2, GLOW, Ava, Blink Twice
- Cinzia De Carolis in Angie - Una donna tutta sola, Geena Davis Show, Grey's Anatomy, Coma
- Anna Rita Pasanisi in Tootsie, Fletch - Un colpo da prima pagina
- Isabella Pasanisi in Casa Keaton, The Exorcist
- Elda Olivieri in Mai dire si
- Claudia Balboni in Una notte in Transilvania
- Pinella Dragani ne La mosca
- Antonella Rinaldi in Beetlejuice - Spiritello porcello
- Anna Cesareni in Turista per caso
- Simona Izzo in Le ragazze della Terra sono facili
- Loredana Nicosia in Thelma & Louise
- Franca D'Amato in Ciao Julia, sono Kevin
- Emanuela Rossi in Corsari
- Roberta Pellini in Will & Grace
- Micaela Esdra in Una donna alla Casa Bianca
- Antonella Giannini ne In a World... - Ascolta la mia voce

Da doppiatrice è sostituita da:
- Tiziana Avarista in Stuart Little 3 - Un topolino nella foresta